# 王春 (北齊)
王春，河东人，南北朝东魏、北齐官员。
王春年轻时喜欢占卜之术，明晓风角术数，游历赵郡、魏郡之间，可以把纸符送上天去。高欢在信都起兵，请他作为馆客。韩陵之战，高欢四面受敌，从寅时至午时，三次交战三次罢战。高欢将要退军，王春叩马劝谏：“到下午未时，必获大捷。”于是绑着自己的儿子到高欢面前为人质，不胜就请斩了他。不久，敌军大败。其后经常跟从征讨，其言多能应验，官至徐州刺史，去世。